# Socialist Workers Party (Wielka Brytania)

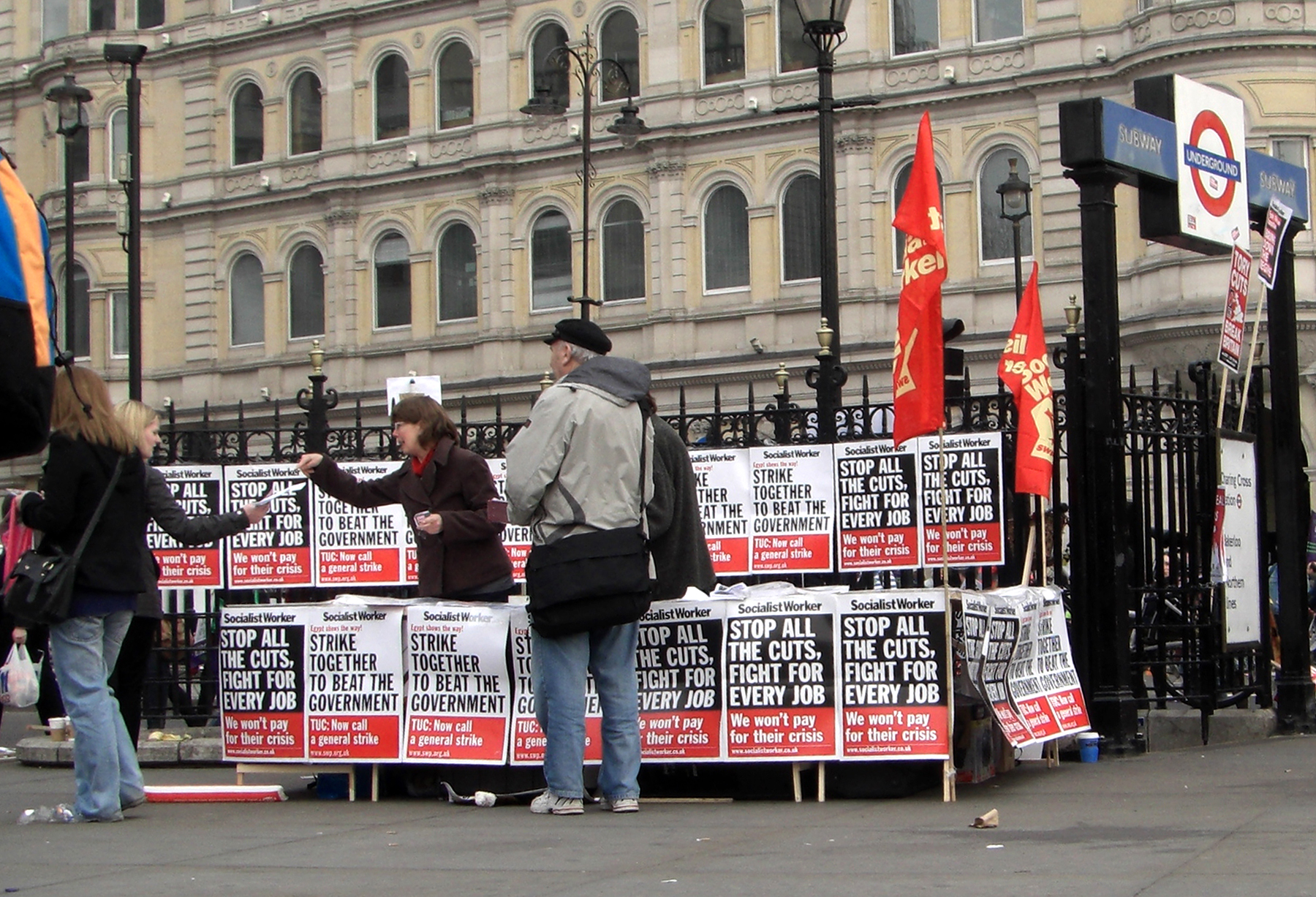
Demonstracja SWP

Socialist Workers Party (angielski, SWP) – brytyjska lewicowa partia polityczna, założył ją w 1977 roku Tony Cliff. Partia reprezentuje idee zbliżone trockizmowi.
Partia jest członkiem Europejskiej Lewicy Antykapitalistycznej.
Ugrupowanie należy do trockistowskiej koalicji Trade Unionist and Socialist Coalition (razem z Socialist Resistance, Socialist Party, szkockim Solidarity).